# Mistrovství Evropy v basketbalu mužů 1969
16. mistrovství Evropy  v basketbalu proběhlo v dnech 27. září – 5. října v Itálii.
Turnaje se zúčastnilo 12 týmů, rozdělených do dvou šestičlenných skupin. První dva postoupili do play off o medaile, družstva na třetím a čtvrtém místě hrála o páté až osmé místo, pátý a šestý tým hrál o deváté až dvanácté místo. Mistrem Evropy se stalo družstvo Sovětského svazu.

## Výsledky a tabulky

### Základní skupiny

#### Skupina A
|    |            | YUG    | URS   | BUL   | HUN    | GRE    | SWE    | V | P | Skóre   | B  |
| 1. | Jugoslávie | ***    | 73:61 | 76:60 | 85:56  | 98:62  | 115:43 | 5 | 0 | 447:282 | 10 |
| 2. | SSSR       | 61:73  | ***   | 85:62 | 95:63  | 83:63  | 91:47  | 4 | 1 | 415:308 | 9  |
| 3. | Bulharsko  | 60:76  | 62:85 | ***   | 66:65  | 84:67  | 87:90  | 2 | 3 | 359:383 | 7  |
| 4. | Maďarsko   | 56:85  | 63:95 | 65:66 | ***    | 59:58p | 92:76  | 2 | 3 | 335:380 | 7  |
| 5. | Řecko      | 62:98  | 63:83 | 67:84 | 58:59p | ***    | 88:76  | 1 | 4 | 338:400 | 6  |
| 6. | Švédsko    | 43:115 | 47:91 | 90:87 | 76:92  | 76:88  | ***    | 1 | 4 | 332:473 | 6  |

#### Skupina B
|    |           | TCH   | POL   | ITA   | ESP   | ROM   | ISR   | V | P | Skóre   | B  |
| 1. | ČSSR      | ***   | 75:60 | 63:62 | 97:60 | 72:70 | 90:82 | 5 | 0 | 397:334 | 10 |
| 2. | Polsko    | 60:75 | ***   | 55:54 | 79:78 | 63:95 | 92:78 | 3 | 2 | 349:380 | 8  |
| 3. | Itálie    | 62:63 | 54:55 | ***   | 65:53 | 74:62 | 79:66 | 3 | 2 | 334:299 | 8  |
| 4. | Španělsko | 60:97 | 78:79 | 53:65 | ***   | 78:63 | 90:81 | 2 | 3 | 359:385 | 7  |
| 5. | Rumunsko  | 70:72 | 95:63 | 62:74 | 63:78 | ***   | 75:74 | 2 | 3 | 365:361 | 7  |
| 6. | Izrael    | 82:90 | 78:92 | 66:79 | 81:90 | 74:75 | ***   | 0 | 5 | 381:426 | 5  |

### Semifinále
| 4. října 2015 20:00 | Zpráva | Jugoslávie                 | 76 – 74 | Polsko        |  | Palasport di Fuorigrotta, Neapol Rozhodčí: Theodor Schober (GER), Carlo Marchesi (ITA) |
| 4. října 2015 20:00 | Zpráva | Skóre po poločasech: 39:34 |         |               |  | Palasport di Fuorigrotta, Neapol Rozhodčí: Theodor Schober (GER), Carlo Marchesi (ITA) |
| 4. října 2015 20:00 | Zpráva | Čosič 24                   | Body    | Jurkiewicz 23 |  | Palasport di Fuorigrotta, Neapol Rozhodčí: Theodor Schober (GER), Carlo Marchesi (ITA) |

| 4. října 2015 22:00 | Zpráva | Československo             | 69 – 83 | SSSR          |  | Palasport di Fuorigrotta, Neapol Rozhodčí: Erwin Kassai (HUN), Giorgio Stefanutti (ITA) |
| 4. října 2015 22:00 | Zpráva | Skóre po poločasech: 33:41 |         |               |  | Palasport di Fuorigrotta, Neapol Rozhodčí: Erwin Kassai (HUN), Giorgio Stefanutti (ITA) |
| 4. října 2015 22:00 | Zpráva | Zídek 18                   | Body    | Paulauskas 18 |  | Palasport di Fuorigrotta, Neapol Rozhodčí: Erwin Kassai (HUN), Giorgio Stefanutti (ITA) |

### Finále
| 5. října 2015 21:00 | Zpráva | SSSR                       | 81 – 72 | Jugoslávie  |  | Palasport di Fuorigrotta, Neapol Počet diváků: 7 000 Rozhodčí: Pieter Leegwater (NED), Hüsamettin Topuzoğlu (TUR) |
| 5. října 2015 21:00 | Zpráva | Skóre po poločasech: 41:33 |         |             |  | Palasport di Fuorigrotta, Neapol Počet diváků: 7 000 Rozhodčí: Pieter Leegwater (NED), Hüsamettin Topuzoğlu (TUR) |
| 5. října 2015 21:00 | Zpráva | Paulauskas 20              | Body    | Rajkovič 19 |  | Palasport di Fuorigrotta, Neapol Počet diváků: 7 000 Rozhodčí: Pieter Leegwater (NED), Hüsamettin Topuzoğlu (TUR) |

### O 3. místo
| 5. října 2015 19:00 | Zpráva | Polsko                     | 75 – 77 | Československo |  | Palasport di Fuorigrotta, Neapol Počet diváků: 7 000 Rozhodčí: Oscar Vietti (ITA), Jurij Muchamedžanov (URS) |
| 5. října 2015 19:00 | Zpráva | Skóre po poločasech: 37:37 |         |                |  | Palasport di Fuorigrotta, Neapol Počet diváků: 7 000 Rozhodčí: Oscar Vietti (ITA), Jurij Muchamedžanov (URS) |
| 5. října 2015 19:00 | Zpráva | Jurkiewicz 22              | Body    | Zídek 17       |  | Palasport di Fuorigrotta, Neapol Počet diváků: 7 000 Rozhodčí: Oscar Vietti (ITA), Jurij Muchamedžanov (URS) |

### O 5. - 8. místo
| 4. října 2015 23:00 | Zpráva | Bulharsko                  | 75 – 78 | Španělsko |  | Palazzo dello Sport, Caserta Rozhodčí: Kruno Brumen (YUG), Jacob Saltiel (ISR) |
| 4. října 2015 23:00 | Zpráva | Skóre po poločasech: 45:43 |         |           |  | Palazzo dello Sport, Caserta Rozhodčí: Kruno Brumen (YUG), Jacob Saltiel (ISR) |
| 4. října 2015 23:00 | Zpráva | Brănzov, Dimitrov 16       | Body    | Luyk 20   |  | Palazzo dello Sport, Caserta Rozhodčí: Kruno Brumen (YUG), Jacob Saltiel (ISR) |

| 4. října 2015 18:00 | Zpráva | Itálie                     | 78 – 60 | Maďarsko |  | Palazzo dello Sport, Caserta Rozhodčí: Marek Paszucha (POL), Karel Danda (TCH) |
| 4. října 2015 18:00 | Zpráva | Skóre po poločasech: 36:33 |         |          |  | Palazzo dello Sport, Caserta Rozhodčí: Marek Paszucha (POL), Karel Danda (TCH) |
| 4. října 2015 18:00 | Zpráva | Recalcati 14               | Body    | Orbay 17 |  | Palazzo dello Sport, Caserta Rozhodčí: Marek Paszucha (POL), Karel Danda (TCH) |

### O 5. místo
| 5. října 2015 17:00 | Zpráva | Španělsko                  | 71 – 66 | Itálie    |  | Palasport di Fuorigrotta, Neapol Rozhodčí: Erwin Kassai (HUN), Dimitrios Kallitsis (GRE) |
| 5. října 2015 17:00 | Zpráva | Skóre po poločasech: 36:33 |         |           |  | Palasport di Fuorigrotta, Neapol Rozhodčí: Erwin Kassai (HUN), Dimitrios Kallitsis (GRE) |
| 5. října 2015 17:00 | Zpráva | Buscató 14                 | Body    | Masini 16 |  | Palasport di Fuorigrotta, Neapol Rozhodčí: Erwin Kassai (HUN), Dimitrios Kallitsis (GRE) |

### O 7. místo
| 5. října 2015 19:15 | Zpráva | Bulharsko                  | 92 – 48 | Maďarsko |  | Palasport di Fuorigrotta, Neapol Rozhodčí: Lars-Erik Parsbro (SWE), Petre Marin (ROM) |
| 5. října 2015 19:15 | Zpráva | Skóre po poločasech: 38:26 |         |          |  | Palasport di Fuorigrotta, Neapol Rozhodčí: Lars-Erik Parsbro (SWE), Petre Marin (ROM) |
| 5. října 2015 19:15 | Zpráva | Christov 27                | Body    | Banna 16 |  | Palasport di Fuorigrotta, Neapol Rozhodčí: Lars-Erik Parsbro (SWE), Petre Marin (ROM) |

### O 9. - 12. místo
| 4. října 2015 19:00 | Zpráva | Řecko                      | 95 – 62 | Izrael       |  | Palazzo dello Sport, Caserta Rozhodčí: Artenik Arabadjan (BUL), Francesco Bianchi (ITA) |
| 4. října 2015 19:00 | Zpráva | Skóre po poločasech: 52:28 |         |              |  | Palazzo dello Sport, Caserta Rozhodčí: Artenik Arabadjan (BUL), Francesco Bianchi (ITA) |
| 4. října 2015 19:00 | Zpráva | Goumas 24                  | Body    | Leshinsky 11 |  | Palazzo dello Sport, Caserta Rozhodčí: Artenik Arabadjan (BUL), Francesco Bianchi (ITA) |

| 4. října 2015 21:00 | Zpráva | Rumunsko                   | 95 – 84 | Švédsko     |  | Palazzo dello Sport, Caserta Rozhodčí: Santiago Fernández (ESP), Renato Rossini (ITA) |
| 4. října 2015 21:00 | Zpráva | Skóre po poločasech: 44:29 |         |             |  | Palazzo dello Sport, Caserta Rozhodčí: Santiago Fernández (ESP), Renato Rossini (ITA) |
| 4. října 2015 21:00 | Zpráva | Iecheli 30                 | Body    | Lefwerth 14 |  | Palazzo dello Sport, Caserta Rozhodčí: Santiago Fernández (ESP), Renato Rossini (ITA) |

### O 9. místo
| 5. října 2015 17:15 | Zpráva | Řecko                      | 81 – 87 | Rumunsko |  | Palazzo dello Sport, Caserta Rozhodčí: Hubert Jacobs (GER), Santiago Fernández (ESP) |
| 5. října 2015 17:15 | Zpráva | Skóre po poločasech: 33:54 |         |          |  | Palazzo dello Sport, Caserta Rozhodčí: Hubert Jacobs (GER), Santiago Fernández (ESP) |
| 5. října 2015 17:15 | Zpráva | Christoforou 17            | Body    | Novac 22 |  | Palazzo dello Sport, Caserta Rozhodčí: Hubert Jacobs (GER), Santiago Fernández (ESP) |

### O 11. místo
| 5. října 2015 15:15 | Zpráva | Izrael                     | 92 – 83 | Švédsko    |  | Palazzo dello Sport, Caserta Rozhodčí: Kruno Brumen (YUG), Karel Danda (TCH) |
| 5. října 2015 15:15 | Zpráva | Skóre po poločasech: 43:38 |         |            |  | Palazzo dello Sport, Caserta Rozhodčí: Kruno Brumen (YUG), Karel Danda (TCH) |
| 5. října 2015 15:15 | Zpráva | Turenshine 21              | Body    | Hansson 32 |  | Palazzo dello Sport, Caserta Rozhodčí: Kruno Brumen (YUG), Karel Danda (TCH) |

## Soupisky
1.  SSSR
| - Vitalij Zasťuchov - Modestas Paulauskas - Zurab Sakandelidze | - Alexandr Kulkov - Alexandr Bološev - Anatolij Polivoda | - Sergej Bělov - Priit Tomson - Sergej Kovalenko | - Gennadij Volnov - Alexandr Bělov - Vladimir Andrejev |

- Trenér: Alexandr Gomelskij.

2.  Jugoslávie 
| - Ratomir Tvrdić - Ljubodrag Simonović - Zoran Marojević | - Trajko Rajković - Vladimir Cvetković - Dragan Kapičić | - Ivo Daneu - Krešimir Ćosić - Damir Šolman | - Nikola Plećaš - Dragutin Čermak - Vinko Jelovac |

- Trenér: Ranko Žeravica

3.  Československo 
| - Petr Novický - Jiří Zídek - Jiří Konopásek | - Jan Bobrovský - František Konvička - Karel Baroch | - Robert Mifka - Jiří Zedníček - Vladimír Pištělák | - Jiří Ammer - Jan Blažek - Jiří Růžička |

- Trenér: Nikolaj Ordnung.

4.  Polsko
| - Marek Ładniak - Włodzimierz Trams - Jan Dolczewski | - Henryk Cegielski - Andrzej Seweryn - Edward Jurkiewicz | - Adam Niemiec - Bogdan Likszo - Waldemar Kozak | - Bolesław Kwiatkowski - Krzysztof Guła - Grzegorz Korcz |

- Trenér: Witold Zagórski.

5.  Itálie 
| - Renzo Bariviera - Aldo Ossola - Carlo Recalcati | - Enrico Bovone - Massimo Masini - Paolo Bergonzoni | - Marino Zanatta - Dino Meneghin - Giuseppe Brumatti | - Ivan Bisson - Massimo Cosmelli - Gianluigi Jessi |

- Trenér: Giancarlo Primo.

6.  Španělsko 
| - Víctor Manuel Escorial Merino - Vicente Ramos Cecilio - Cristóbal Rodríguez Hernández | - Jesús “Chus” Codina Bourgon - Enrique Margall Tauler - Antonio “Toncho” Nava Cano | - Emiliano Rodríguez Rodríguez - Clifford Luyk Diem - José Luis Sagi-Vela Fernández-Pérez | - Francisco “Nino” Buscató Durlan - Lorenzo Alocén Castán - Alfonso Martínez Gómez |

- Trenér: Antonio Díaz Miguel.

7.  Bulharsko
| - Christo Dojčinov - Rumen Pejčev - Atanas Golomejev | - Dimităr Gălăbov - Ivan Rusinov - Georgi Bărzakov | - Minčo Dimov - Bogomil Čanev - Stančo Kostov | - Bjančo Brănzov - Temelaki Dimitrov - Georgi Christov |

- Trenér: Dimităr Mitev.

8.  Maďarsko 
| - László Orbay - László Gabányi - József Kovács | - Tamás Pálffy - István Bánhegyi - József Prieszol | - Valér Banna - Ödön Lendvay - István Gyurasits | - Sándor Gellér - Szabolcs Hody - István Hegedűs |

- Trenér: Rezső Eszéki.

9.  Rumunsko 
| - Francisc Dikay - Matei Rühring - Dragoş Nosievici | - Constantin Dragomirescu - Ekehardt Iecheli - Mihai Albu | - Petru Czmor - Radu Diaconescu - Gheorghe Novac | - Titus Tărău - Mihai Dimancea - Adolf Cernea |

- Trenér: Aleandru Popescu.

10.  Řecko
| - Apostolos Spanos - Georgios Barlas - Georgios Trontzos | - Georgios Kolokythas - Christos Zoupas - Vasilis Goumas | - Kostas Diamantopoulos - Andreas Chaikalis - Nikos Sismanidis | - Thanassis Christoforou - Makis Katsafados - Thanassis Peppas |

- Trenér: Fedon Mattheou.

11.  Izrael
| - Gabi Teichner - Offer Eshed - Ivan Leshinsky | - Giora Dori - Haim Baram - Gabi Neumark | - Haim Starkman - Gershon Dekel - David Kaminsky | - Itamar Marzel - Mark Turenshine - Ilan Zohar |

- Trenér: Shimon Shelah.

12.  Švédsko
| - Kjell Gunnå - Bo Lundmark - Anders Grönlund | - Ulf Lindelöf - Artūrs Veigurs - Ebbe Edström | - János Fügedi - Jan Hjorth - Per-Olof Lefwerth | - Kjell Rannelid - Hans Albertsson - Jörgen Hansson |

- Trenér: Arne Jansson.

## Konečné pořadí
| Pořadí           | Tým            | Z | V | P | Skóre   | B  |
| ---------------- | -------------- | - | - | - | ------- | -- |
| Zlatá medaile    | SSSR           | 7 | 6 | 1 | 579:449 | 13 |
| Stříbrná medaile | Jugoslávie     | 7 | 6 | 1 | 595:437 | 13 |
| Bronzová medaile | Československo | 7 | 6 | 1 | 543:492 | 13 |
| 4.               | Polsko         | 7 | 3 | 4 | 498:533 | 10 |
| 5.               | Itálie         | 7 | 4 | 3 | 475:430 | 11 |
| 6.               | Španělsko      | 7 | 4 | 3 | 508:526 | 11 |
| 7.               | Bulharsko      | 7 | 4 | 3 | 526:489 | 11 |
| 8.               | Maďarsko       | 7 | 2 | 5 | 443:550 | 9  |
| 9.               | Rumunsko       | 7 | 4 | 3 | 547:526 | 11 |
| 10.              | Řecko          | 7 | 2 | 5 | 514:549 | 9  |
| 11.              | Izrael         | 7 | 1 | 6 | 535:601 | 8  |
| 12.              | Švédsko        | 7 | 0 | 7 | 479:660 | 7  |